# Садковский канал
Садковский канал — ирригационный канал в Ростовской области России. Ответвляется от Донского магистрального канала и проложен в долине Маныча вдоль Весёловского водохранилища. Создан для подвода воды из Дона в западную часть долины Маныча с целью орошения земель.

## География
Садковский канал ответвляется от Донского магистрального канала на запад в двух километрах от впадения последнего в Весёловское водохранилище. В том же месте на восток ответвляется Пролетарский канал. Канал проложен параллельно заливу водохранилища, бывшей балке Садковка, затем параллельно самому водохранилищу (основное течение Маныча). По правому берегу Садковского канала расположены населённые пункты Лиманский, Старокузнецовский и Ленинский. Около хутора Маныч-Балабинка канал заканчивается, окончательно расходясь на орошение.